# Målarehemsgölen
Målarehemsgölen är en sjö i Sävsjö kommun i Småland och ingår i Emåns huvudavrinningsområde. Sjön är 2,9 meter djup, har en yta på 0,0337 kvadratkilometer och befinner sig 226 meter över havet.

## Delavrinningsområde
Målarehemsgölen ingår i det delavrinningsområde (635006-143701) som SMHI kallar för Inloppet i Frissjön. Medelhöjden är 235 meter över havet och ytan är 25,28 kvadratkilometer. Det finns ett delavrinningsområde uppströms, och räknas det in blir den ackumulerade arean 41,4 kvadratkilometer. Emån som avvattnar avrinningsområdet har biflödesordning 2, vilket innebär att vattnet flödar genom totalt 2 vattendrag innan det når havet efter 208 kilometer. Delavrinningsområdet består mestadels av skog (62 procent) och jordbruk (17 procent). Avrinningsområdet har 0,84 kvadratkilometer vattenytor vilket ger det en sjöprocent på 3,3 procent.